# Maxthon
Maxthon ist ein in China entwickelter Webbrowser, der auf Chromium basiert. Anfangs verwendete er die Rendering-Engine Trident des Internet Explorer.

## Geschichte
Die erste Version (0.1) wurde am 11. Juli 2002 unter der Bezeichnung MyIE2 veröffentlicht und später, nach dem 18. März 2004, in Maxthon umbenannt und weiterentwickelt.
Im Mai 2006 investierte das US-Unternehmen Charles River Ventures bis zu 5 Millionen US-Dollar in Maxthon.
Der Maxthon für das iOS-Betriebssystem wurde ab 2012 als Cloud-Web-Browser ausgelegt.
Seit dem Jahr 2014 ist Maxthon auch für Linux verfügbar.

## Technische Details
Maxthon setzte anfangs auf Trident und ergänzt diese um Funktionen, welche der Internet Explorer bis zur Version 6 nicht bot, z. B. die Registernavigation. Außerdem unterstützt der Webbrowser Mausgesten, verschiedene Designs, Pop-up-Blocker, Werbeblocker und Feedreader. Man konnte zwischen der Rendering-Engine Gecko oder Trident umschalten, die Google-Toolbar verwenden oder durch wenige Mausklicks die Verläufe, Cookies und temporären Internetdateien löschen, um die Privatsphäre besser zu schützen. Jedoch wurden im Jahre 2016 Übertragungen von Telemetriedaten an Server in Peking bekannt.
Die Mindestvoraussetzungen beim Betriebssystem sind:
- Windows XP[11]
- OS X 10.10[2]
- Linux
- Android 7.0[4]
- iOS 14.0[5]
- Windows 8 Mobile[12]

Zudem ist eine portable Ausgabe zur Nutzung auf externen Speichermedien (zum Beispiel externen Festplatten, USB-Sticks oder Speicherkarten) für Windows erhältlich.
Maxthon stellte früher als andere Browser beim Start alle Registerkarten wieder her, die beim letzten Programmende offen waren. Laut Maxthon-Blog aus dem Jahr 2006 war Jeff Chen Urheber und CEO. Bis zum Jahr 2012 gab es weltweit mehr als 600 Millionen Downloads aller Maxthon-Versionen. Auf seiner Website erwähnt die Maxthon-Redaktion allein für die Windowsversion mehr als 300 Millionen Downloads.
Ab Version 6 unterstützt Maxthon Blockchain-Anwendungen auf Basis der Bitcoin-Abspaltung BSV. Dazu gehören Vbox als Blockchain-Identitätsverwaltung, NBdomain als Blockchain-Domain-System und eine Wallet zur Bezahlung mit der Kryptowährung BSV.